# Święty Pioniusz
Św. Pioniusz ze Smyrny (zm. 250) – prezbiter i męczennik, święty Kościoła katolickiego.
Publicznie wystąpił w obronie wiary chrześcijańskiej, za co został uwięziony i zamordowany z piętnastoma współwyznawcami.
Jego wspomnienie liturgiczne w Kościele katolickim obchodzone jest 11 marca.